# Peugeot 105
Le Peugeot 105 est un cyclomoteur dont le brevet a été déposé le 26 mars 1979, il est lancé au tout début des années 1980, correspondant au haut de la gamme des cyclomoteurs Peugeot. L'étude technique du 105 est similaire à celle des 103 qui a été dirigée par l'ingénieur Edmond Padovani, ex-directeur technique du constructeur de moto Terrot absorbé par Peugeot en 1959.
Cette gamme, qui comportait les 101, 102, 103, 104 et 105, est surtout connue pour le célèbre 103V (la plus répandue) qui fut décliné sous de multiples versions lorsque les autres modèles 101, 102, 104 et 105 furent retirés du catalogue.

## Versions
Le 105 existait en plusieurs versions :
- La version V, construite avec la même base moteur et même bras de suspension à pédalier que les 103V, dont elle se distinguait par le réservoir en polypropylène noir (avec jauge et capot basculant de protection) et la selle biplace. En version VL, on la trouvait équipée de clignotants.
- La version D (ou R) était quant à elle une version à démarreur électrique reprenant la mécanique du Peugeot Scoper, batterie 6 volts, kick starter vers l'avant (ou pédales reprenant le mécanisme du kick), à droite une couronne de démarreur sur le volant moteur inversé, à gauche une transmission intégrée à double variateur, pont réducteur derrière le moteur et chaîne de transmission sur la droite, et cale-pieds fixe optionnel. Cette motorisation dite à relais préfigure le concept de la Peugeot Fox. Le régime moteur en était plutôt limité du fait du poids élevé de l'embiellage mal équilibré qui vibrait à haut régime.